# Tichosina obesa
Tichosina obesa är en armfotingsart som beskrevs av Cooper 1977. Tichosina obesa ingår i släktet Tichosina och familjen Terebratulidae. Inga underarter finns listade i Catalogue of Life.